# Anna Virgin
Anna Louise Hildegard Virgin, född 17 mars 1866 i Skönvik i Arvika församling, död 10 oktober 1954 i Alingsås, var en svensk målare och författare. 
Hon var dotter till överstelöjtnanten Arvid Gustaf Hjalmar Virgin och Erika Marianna Gunilda Storckenfeldt. Virgin studerade konst för Carl Larsson på Valands målarskola 1892–1893 och genom självstudier under resor till ett flertal av Europas huvudstäder med tonvikt på Paris. Hon medverkade i ett flertal samlingsutställningar i Sverige och Danmark bland annat Svenska konstnärernas förening och Konstnärsförbundets utställningar i Stockholm, Konst och industriutställningen i Norrköping 1906, Föreningen Svenska Konstnärinnors utställning på Konstakademien 1911 och med konstnärssamanslutningen De fries utställningar i Köpenhamn. Bland hennes offentliga arbeten märks altartavlan Kristus som såningsman i Lerums kyrka och en större dekorativ freskomålning i Hallska flickskolan i Göteborg bland hennes övriga arbeten märks ett målningen Gumma från 1900 och ett porträtt av Sophie Gustafva Sparre på Mariedals slott. Hennes konst består av porträttmåleri och kyrklig konst i olja eller pastell. Virgin är representerad vid bland annat Jönköpings läns museum. 
Hon författade också barnsången Du lilla solsken som tittar in, som publicerades i Sveriges Läraretidnings jultiding Jultomten 1915. Alice Tegner tonsatte verserna, som sedan publicerades i Sjung med oss, mamma häfte 7 1920 samt i Nu sjunger vi, 1960.